# Iglesia de San Juan Bautista (Palacios de Goda)
La iglesia de San Juan Bautista en Palacios de Goda (Provincia de Ávila, España) consta de dos naves, cabecera poligonal y torre a los pies. La torre almenara o atalaya es la parte más antigua de la iglesia, puede datar de mediados del siglo XVII.
De planta cuadrada, construida en mampostería de verdugadas de ladrillo, y de aspecto bastante macizo, presenta dos huecos de saetera en la parte superior de cada fachada de forma y aparejo mudéjar. Posiblemente se rematase con almenas defensivas de ladrillo. Que fueron sustituidas por una armadura a cuatro aguas. 
Al exterior la iglesia presenta aparejo de ladrillo con cajas regulares de mampostería sobre zócalo de piedra. 
La nave se divide en tres tramos de cañón sobre soportes cuadrados. Un arco toral conduce a la cabecera poligonal, cubierta con artesón apeinazado de composición mudéjar y motivos geométricos resueltos con formas renacentistas, de mediados del siglo XVI. Es ochavado y la transformación de la planta hexagonal se realiza mediante dos pechines. El harneruelo está compuesto por dos estrellas compuestas por lazos de ocho y racimos que, unidos, forman un cuerpo rebordeado con un lazo de punta octogonal. 
Del harneruelo, continuando sus lacerías, se prolongan ocho alfardes que descansan en el arrocabe, octogonal, compuesto por dos franjas paralelas de molduras talladas que enmarcan una pieza central sin moldurar. Dos tirantes tallados cruzan el centro del artesón y se ensamblan con el estribo mediante ménsulas. 
A los pies de la nave se levanta el coro, cubierto por sencillo alfarje con sus jácenas y jaldetas. 
Adosada a la cabecera se encuentra la sacristía construida entre 1569 y 1576. 
Al lado norte, la capilla de entrada, acusada al exterior como un cuerpo avanzado construida en ladrillo, con acceso mediante arco de medio punto entre pilastras y con moldura horizontal, a la portada interior de piedra con arco de medio punto con dos molduras a lo largo de la rosca, que apoya en jambas monopolitas, decorada con adornos apiramizados típicamente herrerianos. 
Entre 1802 y 1807 se construye la nave lateral, de testero plano y se transforma la nave primitiva en actual neoclásica. 
En un lateral del coro se sitúa el baptisterio, con pila bautismal del siglo XVI.